# Christopher Brammer
Christopher Stephen Brammer (* 26. April 1988) ist ein professioneller britischer Pokerspieler aus England. Der ehemalige Onlinepoker-Weltranglistenerste gewann 2017 ein Bracelet bei der World Series of Poker.

## Pokerkarriere

### Online
Brammer spielt online unter den Nicknames NigDawG (PokerStars, partypoker, 888poker und iPoker), kid_bramm (Full Tilt Poker) und lehonhonhon (PokerStars.FR). Vom 18. bis 31. Januar 2012 stand er erstmals für 2 Wochen in Serie auf Platz eins des PokerStake-Rankings, das die erfolgreichsten Onlinepoker-Turnierspieler weltweit listet. Vom 15. Februar bis 13. März 2012 konnte er sich für 4 weitere Wochen an die Spitze setzen.

### Live
Seine erste Geldplatzierung bei einem Live-Turnier erzielte Brammer im April 2008 in Manchester. Anfang Juli 2009 war er erstmals bei der World Series of Poker (WSOP) im Rio All-Suite Hotel and Casino am Las Vegas Strip erfolgreich und kam beim Main Event in die Geldränge. Ende April 2010 wurde er beim Main Event der Grosvenor UK Poker Tour in Manchester Zweiter für umgerechnet knapp 60.000 US-Dollar. Bei der WSOP 2012 belegte Brammer bei einem Event der Variante No Limit Hold’em den fünften Platz für rund 200.000 US-Dollar Preisgeld. Ebenfalls Fünfter wurde er Anfang Oktober 2012 beim Main Event der World Series of Poker Europe in Cannes für mehr als 200.000 Euro. Im Oktober 2015 landete Brammer beim Main Event der Italian Poker Tour auf Malta auf dem dritten Platz für über 70.000 Euro. Bei der WSOP 2017 gewann er ein Event in No Limit Hold’em und damit ein Bracelet sowie eine Siegprämie von knapp 530.000 US-Dollar. Mitte November 2019 setzte er sich bei einem Turnier der partypoker Millions World auf den Bahamas durch und sicherte sich 165.000 US-Dollar.
Insgesamt hat sich Brammer mit Poker bei Live-Turnieren mehr als 2 Millionen US-Dollar erspielt.